# Communauté de communes de la Région de Chemillé
Die Communauté de communes de la Région de Chemillé ist ein ehemaliger französischer Gemeindeverband mit der Rechtsform einer Communauté de communes im Département Maine-et-Loire in der Region Pays de la Loire. Sie wurde am 3. Dezember 1993 gegründet und umfasste zwölf Gemeinden. Der Verwaltungssitz befand sich im Ort Chemillé-Melay. 
Mit Wirkung vom 1. Januar 2016 wurde der Gemeindeverband mit all seinen Mitgliedsgemeinden in eine Commune nouvelle mit dem Namen Chemillé-en-Anjou umgewandelt.

## Ehemalige Mitgliedsgemeinden
1. Chanzeaux
2. La Chapelle-Rousselin
3. Chemillé-Melay
4. Cossé-d’Anjou
5. La Jumellière
6. Neuvy-en-Mauges
7. Sainte-Christine
8. Saint-Georges-des-Gardes
9. Saint-Lézin
10. La Salle-de-Vihiers
11. La Tourlandry
12. Valanjou